# Fuet (programa de televisió)
Fuet és un programa de televisió juvenil del SX3 sobre història i mites de Catalunya estrenat el 5 de febrer de 2024. Està produït per 3Cat i Minoria Absoluta. El seu format és d'esquetxos divulgatius amb humor, en la línia del programa Polònia.
L'argument gira al voltant de Fuet, un gat d'una civilització alienígena que s'ha perdut en l'espai temporal de Catalunya. Dues extraterrestres (interpretades per Alba Florejachs i Tamara Ndong Bielo) són enviades en una missió amb la seva nau espacial per trobar-lo, però com que no saben quan el van perdre, hauran de recórrer tota la línia temporal, començant per l'època en què els romans van arribar a Catalunya.
El 2025 es publicà el llibre Fuet: un viatge interestel·lar per Catalunya de l'editorial Montena amb noves històries.